# Auslage (Geld)
Unter Auslagen versteht man Geldausgaben, die jemand für die Erbringung einer Dienstleistung oder die Erfüllung eines Auftrages verwendet und die von einem Dritten zu erstatten sind (§ 670, § 675 BGB).

## Allgemeines
Häufig sind hiermit Spesen, Gebühren oder Kosten gemeint, die jemand als Vorkasse bezahlt hat und durch einen Dritten vollständig zu erstatten sind. Kommt es zur Erfüllung des Erstattungsanspruchs durch den Dritten, ergibt sich beim Auslagenzahler keine Vermögensminderung (durchlaufender Posten). In der Insolvenz des Dritten verwirklicht sich jedoch das Erstattungsrisiko des Auslagenzahlers.

## Verwaltungs- und Verfahrensrecht
Im Verwaltungs- und Verfahrensrecht werden unter dem Begriff Auslagen insbesondere Gebühren, Kosten und Spesen zusammengefasst, die eine Behörde oder das Gesetz als erstattungspflichtig anordnet (insbesondere § 344 Abs. 1 AO, § 464a StPO, § 107 Abs. 3 OWiG, § 17 GKG, § 10 Abs. 1 VwKostG). Die Gerichtskosten teilen sich in Gebühren und Auslagen auf (§ 1 GKG, § 1 GNotKG). Während hiernach die Gebühren das von den Gerichten für die Ausübung der Rechtspflege anfallende Entgelt darstellen, handelt es sich bei den Auslagen um die dem Staat bei der Erfüllung seiner Rechtspflegetätigkeit im Einzelfall entstehenden besonderen Aufwendungen. Die Entscheidung darüber, wer die Auslagen trägt, trifft das Gericht im Urteil oder Beschluss nach § 464 Abs. 2 StPO. Die Auslagen der Staatskasse und des Angeschuldigten fallen der Staatskasse zur Last, wenn der Angeschuldigte freigesprochen, die Eröffnung des Hauptverfahrens gegen ihn abgelehnt oder das Verfahren gegen ihn eingestellt wird.
Bei Einstellung des Strafverfahrens nach eigenem Ermessen kann das Gericht anders als beim Freispruch davon absehen, die notwendigen Auslagen des Angeschuldigten der Staatskasse aufzuerlegen. Bei endgültiger Einstellung nach vorläufiger Einstellung werden die notwendigen Auslagen des Angeschuldigten nicht der Staatskasse auferlegt(§ 467 StPO). Nach § 1 Bundesgebührengesetz (BGebG) erhebt die jeweilige Behörde als Gebührengläubiger vom Gebührenschuldner Gebühren und Auslagen. Danach sind Auslagen nicht von der Gebühr umfasste Kosten, die die Behörde für individuell zurechenbare öffentliche Leistungen nach § 12 Abs. 1 BGebG erhebt. Im Ordnungswidrigkeitenrecht muss außer der Verwarnung mit jeder Entscheidung auch eine Kosten- und Auslagenfestsetzung verbunden sein. Auslagen werden nach § 107 OWiG auf den Betroffenen abgewälzt.
Um das Erstattungsrisiko zu vermeiden, wird den Behörden in einigen Fällen das Recht auf Vorschusszahlungen eingeräumt (z. B. § 379 ZPO, § 15 BGebG).

## Vergütungsregelung freier Berufe
Diejenigen freien Berufe, deren Vergütung durch eine Gebührenordnung reglementiert ist wie etwa Ärzte, Steuerberater oder Rechtsanwälte, können neben den für die jeweilige Tätigkeit einschlägigen Gebühren oftmals auch bestimmte Auslagen berechnen. Diese sind beispielsweise für Ärzte in der Gebührenordnung für Ärzte (§ 10 GOÄ), für Steuerberater in der Steuerberatervergütungsverordnung (§ 16 StBVV) oder für Rechtsanwälte im Rechtsanwaltsvergütungsgesetz (RVG) geregelt.